# Chelonariidae
Chelonariidae es una familia de escarabajos.

## Géneros
- Brounia Sharp, 1878
- Chelonarium Fabricius, 1801
- Pseudochelonarium Pic, 1916